# 쇼센이왕
쇼센이왕(일본어: 尚宣威王 상선위왕[*]; 1430년 ~ 1477년)은 류큐왕국 제2쇼씨 왕조의 제2대 류큐 국왕(재위: 1477년)이자 제8대 류큐 국왕이다. 신호(神號)는 니시노요노누시(西之世主)이며 시호(諡)는 기츄(義忠)로, 명나라 성화(成化)12년(1476년) 음력 7월 28일에서 성화 13년 음력 2월까지 재위하였다. 아버지는 전대 국왕 쇼엔이다.

## 가족
- 아버지: 쇼쇼쿠(尚稷)
- 어머니: 스이운(瑞雲)
- 왕비: 미상
- 자녀:
  - 장남: 쇼툐(尚儲, 일본 이름: 고에쿠왕자 쵸리 越来王子朝理)
  - 차남: 쇼테이(尚鼎, 일본 이름: 미사토왕자 쵸이 見里王子朝易)
  - 장녀: 쇼씨 쿄진(尚氏居仁, 쇼신왕의 왕비)